# CC Amfi
CC Amfi tidligere Nordlyshallen, eller Hamar Olympiske Amfi, Nordlyshallen som hallen officielt kaldes, er en skøjtebane på Hamar. Hall blev åbnet den 6. december 1992 som den 26. skøjtehallen i Norge. Den blev bygget til at huse kortbaneløb og kunstskøjteløb ved Vinter-OL 1994 og har siden været hjemmebane for ishockeyklubben Storhamar Dragons. Tilskuerrekorden blev sat i den afgørende play-off finale mellem Storhamar og Vålerenga 28 marts 2004 med 7405 tilskuere til stede.
I 1999 blev nogle af de indledende kampe i pigernes Håndbold VM spillet i hallen. Den er også blevet brugt, når Norge har organiseret internationale ishockeyturneringer, herunder Ishockey VM i 1999. Hallen bruges også til koncerter fx med Fats Domino, Little Richard, Willie Nelson og José Carreras. 

## Bygge tekniske informationer
Nordlyshallen er Nordeuropas største træbygning og verdens største bygning i brandsikkert træ. Gulvoverfladen er på 1800 kvadratmeter. Salen har VIP-faciliteter til omkring 50 personer. Hallen stod klar efter 14 måneder.